# Файзи, Рахмат
Рахмат Файзи́ (узб. Раҳмат Файзий), настоящее имя Файзиев Рахмат Файзиевич (10 сентября 1918, Ташкент — 18 ноября 1988, там же) — узбекский советский писатель, кинодраматург, заслуженный деятель искусств Узбекской ССР (1968), народный писатель Узбекской ССР (1978), Заслуженный деятель культуры Польской Народной Республики (1977). Автор романа «Его величество Человек» и автор сценария фильма «Ты не сирота» , прототипами главных героев для которых послужила семья кузнеца Шаахмеда Шамахмудова и Бахри Ахмедовой.

## Биография
Рахмат Файзи родился в 1918 году в семье ремесленника в городе Ташкенте. Окончив среднюю школу продолжил образование в школе ФЗУ при Ташкентской железной дороге, а после её окончания в электромеханическом техникуме. В 1937 году Рахмат Файзи поступает на работу в редакцию газеты «Ленин учкуни», через год переходит в газету «Еш ленинчи». В разное время работает в газетах «Фрунзевец» (1943), «Кызыл Узбекистони» (с 1944 по 1951 «Совет Узбекистони»). С 1951 по 1954 год — заведующий отделом журнала «Шарк юлдузи». С 1957 по 1959 год редактор газеты «Узбекистон маданияти».
В 1962 году Рахмат Файзи переходит на работу в киностудию «Узбекфильм», в которой проработал до 1965 года на должности главного редактора сценарно-редакционной коллегии. С 1965 по 1974 год Рахмат Файзи занимает пост заместителя председателя правления Союза писателей Узбекистана. С 1972 года член правления Союза писателей СССР. С 1974 года Рахмат Файзи занимал пост руководителя Узбекского отделения Всесоюзного Агентства по охране авторских прав.
Писатель скончался в возрасте 70 лет 18 ноября 1988 года.

## Творчество
После окончания Великой Отечественной войны Рахмат Файзи публикует несколько сборников повестей и рассказов — «Свадебные подарки», «В пустыню пришла весна», «Повести и рассказы» увидели свет в 1951 году, сборник «Шёлковый занавес» в 1958.
Наибольшую известность писателю принёс роман «Его величество Человек» (1969). Прототипами главных героев романа Махкама и Мехринос были Шаахмед Шамахмудов и его жена Бахри Ахмедова, которые в годы войны усыновили 15 детей сирот разных национальностей. Роман изданный в СССР и за рубежом был награждён премиями ВЦСПС и Союза писателей СССР.
О семье Шамахмудова киностудией «Узбекфильм» в 1962—1963 годах был снят художественный фильм «Ты не сирота», по сценарию написанному Рахматом Файзи. Писатель также является автором сценария художественного фильма «Где ты, моя Зульфия?» Эти фильмы внесли существенный вклад в развитие узбекского кинематографа.

## Награды и премии
- орден Трудового Красного Знамени (08.09.1978)[6]
- Заслуженный деятель искусств Узбекской ССР (31.08.1968)[7]
- Народный писатель Узбекской ССР (1978)
- Заслуженный деятель культуры Польской Народной Республики (1977)[2]